# Jérôme Eugène Coggia
Jérôme Eugène Coggia, francoski astronom, * 18. februar 1849, Ajaccio, Korzika, † 15. januar 1919.

## Življenje in delo
Coggia je deloval na Observatoriju v Marseillu. Odkril je večje število kometov in pet asteroidov. Med kometi, ki jih je odkril, je tudi zelo svetel »Coggijev komet« (C/1874 H1). Periodični komet 27P/Crommelin so najprej imenovali »Komet Pons-Coggia-Winnecke-Forbes«.